# 叫我男神
《叫我男神》（英語：Call Me Handsome），是一档马来西亚的综艺节目。每期以不同的各类男神参加节目，有草根男神、网络男神和一些娱乐圈的男神上节目玩游戏比拼以决出该期男神。

## 节目形式

### 第一季
于2016年第4季度正式开播。在棚内录影，分为蓝红两队进行几回合比拼，获胜的队伍将获得参加该集最后一回合的比赛，成为该集男神候选人。蓝队队长由许佳麟担任，红队则是何念兹担任队长，林德荣则为中立主持人。每集除了邀请6为男生作为参赛者之外，还有5至7位的马来西亚或其他国家及地区知名艺人或网络红人嘉宾，来发问题和决出该集冠军。

### 第二季
已改为18禁综艺节目，成为首个马来西亚18禁电视节目。而原主持之一的许佳麟不再主持，改由赖宇涵主持担任蓝队队长。和首季一样在棚内录影，也是蓝红两队进行几回合的比拼来，获胜的队伍将获得最终回合的比赛，成为该集男神候选人，决出该集最终男神。虽然是18禁节目，但是尺度还可以接受，除了较敏感的两性问题和女嘉宾穿着较暴露之外，就没其他尺度很大的镜头与话题。毕竟马来西亚还是以穆斯林居多的国家，所以电视审核还是比较严。

### 第三季
改制为境外节目，依旧以上季为班底。每集邀请不同类型的男生上节目，还是以蓝红两组为节目赛制。而每集也会邀请马来西亚和其他国家的知名艺人或网络红人的女嘉宾参加。而与前两季不同的是，每集只会邀请两名嘉宾，并加入蓝红两队其中一队与主持和参赛者一起玩游戏。

### 第四季
于第六集, 蓝队队长赖宇涵因为带领蓝队在一场游戏中失败，而蓝队必须接受一个史无前例的惩罚，那就是进行内部投票淘汰队内一名队员，5名队员（5票）中，赖宇涵所获得的票数为3票，而另一名队员Sam则获得2票，原本投给Sam的他最终选择给机会Sam，选择投给了自己，因此也造就了自己被淘汰的局面。因此，赖宇涵被宣布被《叫我男神》淘汰两期，在这两期内无法参与游戏。主持人林德荣宣布这项消息后，即刻表示，如果要他选择最佳拍档，赖宇涵将会是前三甲，其他队员们，包括敌队阵营红队队员也表示不舍，最后红队队长何念兹也因不舍的心情落泪，节目的整个气氛落入了低潮。赖宇涵缺席的这两期节目中，蓝队队长的位子也宣告空缺，主持人林德荣即刻邀请大马年轻著名男网红陈培永参与节目，接替赖宇涵出任蓝组的代队长为期两期。在这两期节目(第七及第八集)中，赖宇涵也不算完全被淘汰出这个节目，转任节目组组员，继续在背后参与节目。虽然赖宇涵被宣告淘汰，但是由于转任节目组组员，赖宇涵的镜头依旧非常多，根本就是像没被淘汰似的继续以别的身份参与这场节目。在新代班队长陈培永这两期节目的暂时带领下，蓝队队员们的气势倍增，虽然这两期节目，蓝组并没有取得代表胜利的能量石，但是陈培永也在这两期带领蓝队下给予了蓝队更多的自信和勇气，可说是完成了前蓝队队长赖宇涵的心愿及希望，带领好蓝队。在两期带领后，陈培永宣布把蓝队队长的位子再次传回给原任队长赖宇涵，让后者重新拿起领导蓝队的棒子和扛起率领蓝队的重担，再次回归带领蓝队。